# Esther Fogiel
Pour les articles homonymes, voir Fogiel.
Esther Fogiel (née le 4 août 1934 à Caudéran et morte le 18 mai 2013 à Bègles (Bordeaux Métropole)) est une des figures marquantes de l’affaire Papon, jugée à Bordeaux en 1998.

## Biographie

### Enfance et famille
Esther Fogiel,,,,, est née le 4 août 1934 à Caudéran en Gironde. Son père, Icek Fogiel, est né le 6 mai 1907 à Brzeziny, sud de Łódź, en Pologne. Sa mère, Rachel Fogiel, née Rawdin, est née le 24 juillet 1907 à Dwinsk (Daugavpils), en Lettonie. Elle a un frère, Bernard (Albert), né le 12 juillet 1936 à Caudéran en Gironde. 
En 1925, la grand-mère maternelle de Esther Fogiel, Anna Rawdin, arrive en France, avec trois de ses filles dont Rachel. En 1928, c'est au tour de son père, Jean (Icek) Fogiel d'arriver en France, fuyant l'antisémitisme polonais. Jean Fogiel et Rachel Rawdin se marient en 1933.
Ils gagnent leur vie comme marchands forains. À cause de leur travail, ils placent Esther à partir de l'âge de 6 mois en nourrice. Le frère cadet, dès sa naissance, est en partie élevé par la grand-mère maternelle, qui vient habiter chez sa fille et son gendre.[source insuffisante]

### Seconde Guerre mondiale
Jean Fogiel s'enrôle, en septembre 1939, comme engagé volontaire durant la guerre. Il est démobilisé en 1940. Esther Fogiel retourne alors vivre chez ses parents. Les Fogiel doivent renoncer à leur commerce, à cause des lois sur le statut des Juifs du régime de Vichy. Jean Fogiel devient alors docker jusqu'en juillet 1942,.[source insuffisante]

#### La séparation
Les parents Fogiel veulent passer en zone libre. Esther Fogiel doit passer la première, puis ce sera le tour de son frère, Bernard, et enfin des parents avec la grand-mère.
Un samedi, sa mère vient la chercher à la sortie de l'école et l'amène chez un jeune couple à Bègles (Bordeaux Métropole). C'est la dernière fois qu'elle la voit.[source insuffisante]

#### Abusée
Esther Fogiel quitte Bègles le lendemain pour Valence d'Agen (Tarn-et-Garonne), accompagnée par une dame qui lui est inconnue. Elle est placée chez une ancienne nourrice qui vit avec son mari, un forgeron retraité, et son amant, un facteur retraité.
Au bout de trois jours, la famille d'accueil devient brutale. Elle subit un viol. Il en suit des tremblements incessants. On se débarrasse d'elle, en la plaçant dans une institution religieuse catholique. Une religieuse la désigne comme le « suppôt du diable » et elle est ostracisée. Le séjour dans cette institution ne dure qu'un mois et elle est renvoyée chez la famille abusive. Les mauvais traitements physiques (dont une dent cassée) et psychologiques reprennent[réf. nécessaire]. Désespérée, elle fera une tentative de suicide par hydrocution.
Elle n'a aucune information sur l'extérieur et ignore la déportation de ses parents. Elle dira plus tard, au procès Papon, qu'elle pense que les abus auxquels elle a été soumise avaient pour origine le dépit de la famille d'accueil de ne pas avoir pu profiter de l'argent de ses parents, déportés.
En 1945, la famille d'accueil est arrêtée puis incarcérée.[source insuffisante]

#### Déportation
Les parents d’Esther Fogiel sont arrêtés et déportés par le convoi no 7 du 19 juillet 1942, du camp de Drancy vers Auschwitz. Son frère et sa grand-mère maternelle sont arrêtés sont déportés par le convoi no 42 du 6 novembre 1942, de Drancy vers Auschwitz.
À la fin de la guerre, une tante très éloignée, ayant eu son adresse par la mère d'Esther, vient la chercher. Quelques mois après son retour à Bordeaux, Esther Fogiel apprend par un ancien déporté que son père est mort le jour de la libération du camp d'Auschwitz. Ils avaient travaillé tous les deux dans des mines de sel.[source insuffisante]

### Affaire Papon
Esther Fogiel fait partie, en 1998, des quatre premières parties civiles lors de la procédure engagée contre Maurice Papon, secrétaire général de la préfecture de la Gironde entre 1942 et 1944, condamné pour complicité de crimes contre l’humanité, mort en 2007.

### Mort
Esther Fogiel meurt le 18 mai 2013 à Bègles (Bordeaux Métropole).